# Jan Karel della Faille

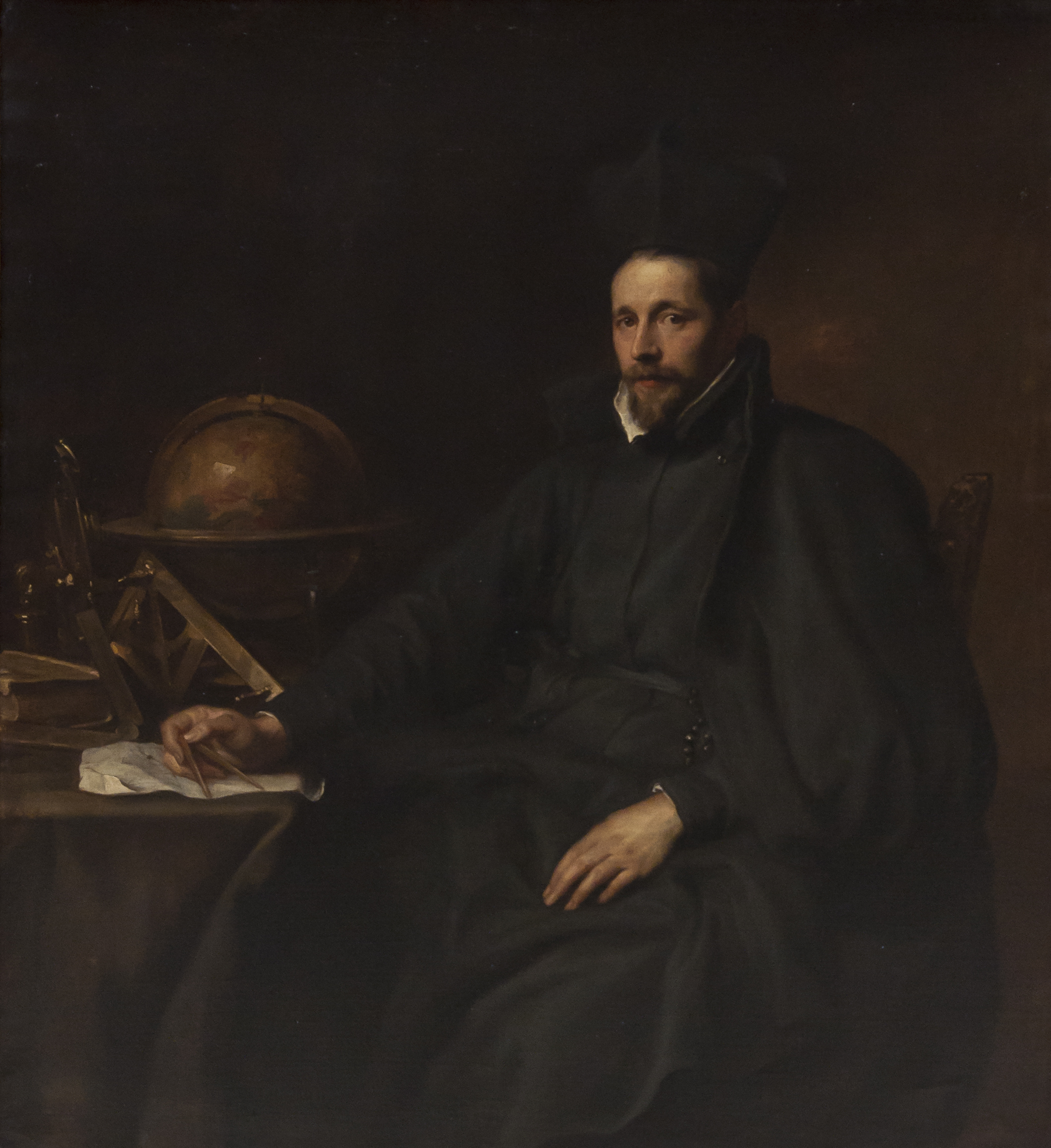
Jan-Karel della Faille

Jan Karel della Faille, ook Joannes Carolus della Faille of Jean-Charles de la Faille (Antwerpen, 1 maart 1597 – Barcelona, 4 november 1652) was een jezuïet en wiskundige.

## Biografie
Hij werd geboren te Antwerpen in de edele familie Della Faille. Hij kreeg zijn opleiding bij de jezuïeten te Antwerpen en werd lid van de orde in 1613. Vervolgens trok hij naar het jezuïetencollege te Mechelen voor twee jaar. Later kwam hij terug naar Antwerpen en werd er leerling bij Gregorius van St-Vincent, de beroemde wiskundige. In 1620 reisde hij naar Dole, ook een deel van het Spaanse rijk, om er wiskunde te onderwijzen en theologie te studeren.
Van 1626 tot 1628, onderwees hij wiskunde aan het jezuïetencollege van Leuven, alvorens aangesteld te worden aan het Colegio Imperial de Madrid. Hij was er adviseur van koning Filips IV van Spanje. Hij gaf raad over militaire aangelegenheden, in het bijzonder versterkingen en onderwees ook wiskunde.

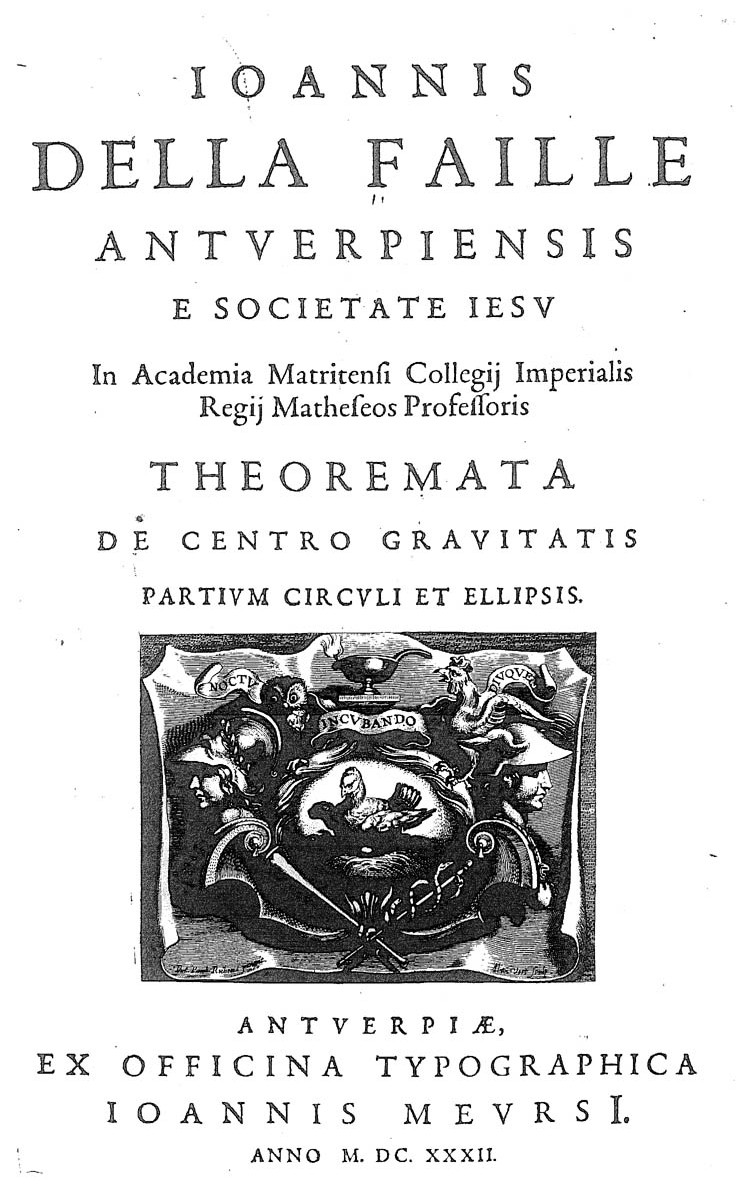
Theoremata de centro gravitatis partium circulis et ellipsis, 1632

Zijn beroemdste boek is Theoremata de centro gravitatis partium circuli et ellipsis (1632) waarin hij het massamiddelpunt van de sector van een cirkel voor het eerst bepaalde. Peter Paul Rubens ontwierp de voorpagina van het boek. Op vraag van della Faille's familie schilderde Antoon van Dyck een portret van de wiskundige in 1629. Het portret toont de wiskundige in zijn jezuïetenkledij met een aantal instrumenten (kompas, wereldbol etc.)
Hij stierf te Barcelona op de leeftijd van 55 jaar.